# Loan Nam
Loan Nam (chữ Hán giản thể: 滦南县) là một huyện thuộc địa cấp thị Đường Sơn, tỉnh Hà Bắc, Cộng hòa Nhân dân Trung Hoa. Huyện này có diện tích 1270 ki-lô-mét vuông, dân số năm 1999 là 566.823 người.. Mã số bưu chính của huyện Loan Nam là
063500. Huyện này được chia thành 16 trấn: Bôn Thành, Tống Đạo Khẩu, Trường Ngưng, Bái Cảng, Trình Trang, Thanh Đà Doanh, Hồ Các Trang, Diệu Vương Trang, An Các Trang, Liễu Tán, Nam Bảo, Dương Lĩnh, Đà Lý, Ti Các Trang, Bách Các Trang.